# Triquel (banda)
Triquel es un grupo musical español de música rock con influencias celtas formado en la ciudad de Valladolid en septiembre de 1991 y aún activo tras veinticinco años sobre los escenarios.

## Historia
El proyecto surgió en septiembre de 1991, y a lo largo del año siguiente se fue consolidando con actuaciones en Valladolid y su provincia. Ese mismo año ya actuaron en otras ciudades de la comunidad como Palencia o Salamanca. Su primera grabación fue una maqueta de cinco canciones, titulada Danzas de duendes, meigas y hadas (1994), en los estudios Armando Records de Valladolid. Su formación inicial estaba constituida por Juan José Cartón (voz, guitarra acústica y eléctrica), José Alfonso Garrido (coros, violín y mandolina), Florentino Cañibano (coros, bajo y armónica), Luis Albaerto Pelaz (batería), Sonia del Val (coros, flauta travesera y gaita) y Jerónimo Martínez (piano). Algún ingeniero, profesor, trabajador social... cada uno con su profesión, que no les impidió la dedicación suficiente como para sacar adelante un proyecto tan exigente: «todos tenemos nuestras ocupaciones y aun así hemos sacado tiempo para la música. Siempre ha habido entre nosotros una química especial que nos ha mantenido unidos», en palabras de Juanjo Cartón.
En primavera de 1996 publicaron su primer trabajo completo, el álbum Akelarre. Contiene doce temas de composición y arreglos del propio grupo. Akelarre fue mencionado por el programa Trébede de Radio 3 de Radio Nacional de España como el mejor disco folk de grupos noveles de aquel año. Su ámbito de actuación empezó a ser nacional, con actuaciones fuera de Castilla y León: en Asturias, País Vasco, Extremadura y Castilla-La Mancha, y junto a artistas como La Musgaña, sus paisanos Celtas Cortos o Kiko Veneno. Entre sus actuaciones de estos primeros años se puede destacar el Concierto de la Luna Celta de 1997 en el valle del Tiétar (Ávila), junto a otros intérpretes internacionales de música celta, como Gwendal (Bretaña) o Na Lua (Galicia).
En 1998 Jerónimo Martínez fue sustituido por Iván San José (coros y sintetizador). Al año siguiente el grupo salió al Festival de Música de Leipzig. Su segundo álbum, Bichos raros (2002), amplió su repertorio que representaron en varios festivales: Poborina Folk (Teruel), Paparanda Folk junto a Hevia, Mondariz o Valladolid junto a The Chieftains y Carlos Núñez.
El grupo celebró en 2006 su 15.º aniversario, y para conmemorarlo publicaron el EP Tres zarpazos con tres temas que sirvieron de avance de su tercer álbum, Sin hacer ná (2008). Al contrario que en sus dos trabajos anteriores, en este tercero incluyeron también versiones de algunos temas tradicionales, entre una mayoría de composiciones propias, con letras reivindicativas en contra de las injusticias del mundo actual. En esta temporada cabe mencionar sus actuaciones en el Festival de la Luna de Mayo en Cáceres, el Festival Maiafolk en las islas Azores, el Festival Irmandiño en La Coruña, y la Festa da Carballeira de Zas.
En 2009 se incorporaron al proyecto Carlos Ayuso (gaita) y Eva González (flauta travesera), en sustitución de Sonia del Val durante su baja por maternidad. Destacable fue también su intervención en el escenario «25 de Abril» de la Festa do Avante (Lisboa) en 2012. En 2014 Álvaro Pichu García Sanz (batería) releva a Luis Alberto Pelaz; y a José Alfonso Garrido, Aída G. Ayala (violín), quien a su vez es sustituida al violín un año después, tras la gira Siéntelo, por María Rodríguez Vidal. Con esta formación renovada, la banda afronta su gira XXV Aniversario. Según Sonia del Val «en esencia seguimos con el mismo esquema de Triquel, pero siempre traer savia fresca supone un empuje. Hemos consolidado temas tradicionales que siempre nos pedían en los conciertos, y estamos empezando a crear cosas nuevas en las que sí se nota el soplo de aire fresco, pero siempre dentro del rock celta».

## Formación actual
- Juan José Cartón Villarino (voz, guitarra acústica y eléctrica);
- Florentino Cañibano (coros, bajo y armónica);
- Sonia del Val (coros, flauta travesera y coros);
- Carlos Ayuso (gaita y whistle);
- Iván San José (sintetizador y coros);
- Álvaro García Sanz, "Pichu" (batería); y
- Cristina Casado (violín).

## Discografía
- Danzas de duendes, meigas y hadas (maqueta de cinco temas, Armando Records, 1994);
- Akelarre (álbum de doce temas, Armando Records, 1996);
- Bichos raros (álbum de once temas, Armando Records, 2002);
- Tres zarpazos (EP de tres temas, Armando Records, 2006);
- Sin hacer ná (álbum de doce temas, Armando Records, 2008).